# たんぽぽサラダ
『たんぽぽサラダ』は、1983年4月21日に発売された谷山浩子の8作目のアルバム。
1983年9月21日にCDとして再発売された。その後、1991年5月21日にもCDが再発売されている。
前作の『時の少女』で企画・編曲を担当した橋本一子の人脈から「サンセットキッズ」というバンドと知り合い、石井AQや斎藤ネコなど音楽活動していく上でのパートナーと出会ったきっかけとなる作品である。特に石井については、2作後の『眠れない夜のために』以降、音楽プロデューサーとして深く関わっていくことになる。

## 収録曲
1. ジャンニ（朝をつれて来る人）
2. パセリパセリ
3. LADY DAISY
4. 船
5. たんぽぽ食べて
6. SEAGULL
7. リカちゃんのポケット
8. 眠りの森
9. 悪魔の絵本の歌
10. 地上の星座（アルバムバージョン）

- 作詞・作曲：谷山浩子（全曲）
- 編曲：青木望（4, 8）、橋本一子・藤本敦夫（1 - 3, 5 - 7, 9, 10）
- ディレクター：本郷敏夫、長岡和弘

### 曲解説
1. ジャンニ（朝をつれて来る人）
2. パセリパセリ
谷山は2020年のツイートの中で、本楽曲について、なぞなぞ歌のようだが答えはないと述べている[1]。
3. LADY DAISY
本楽曲は谷山の高校時代の友人に捧げられた曲である[2]。
4. 船
5. たんぽぽ食べて
谷山は2021年のツイートの中で、本楽曲は名古屋市にいるときに思いついた曲であり、作曲時点では社会派を意識していたという[3]。また、2019年に「花さかニャンコ」を発表した際、本楽曲を想起させる（ので怖い）と言われたと谷山は同年のツイートの中で明かしており、変な歌や怖い歌ではなく、何を例えているのかよくわからない暗喩として作ったと説明している[4]。
6. SEAGULL
7. リカちゃんのポケット
谷山は2021年のツイートの中で、本楽曲は道を歩いているときに何となくできたと説明しており、当時出入りしていた渋谷が舞台として設定されている[5]。
ライターのはらめがねは、ニュースサイト「全日本歌謡情報センター」に連載しているコラムの中で、本楽曲について、「メルヘンと闇を融合させた独創的な世界観は、歌詞を端的に捉えるのではなく、聴く人によって様々な想像を駆り立てる。」と述べており、特に「♪ねえ 好きなのよ 大好きなの こーゆうのって ねえ 胸の中 熱くなるわ せつなくて」というフレーズは、少女から女性への気持ちの変化を表現しているようだとしつつも、曲の怪しさも加わって不思議な印象をもたらしていると述べている[6]。
8. 眠りの森
9. 悪魔の絵本の歌
谷山は2022年のツイートの中で、アルバムが発売される直前のライブで4曲[注釈 1]披露した際、来場していた中島みゆきにすべて評価されたものの、この楽曲だけがいつしか地味な存在になってしまったと振り返っている[7]。#:本楽曲の題名にある「悪魔の絵本」とは、谷山が20代の頃に見た夢に出てきたものであるという。谷山は「大学の正門で『悪魔の絵本』が売られていたが、買わずにそのまま通りすぎたという夢を見たことがある」と語っている[8]。
10. 地上の星座（アルバムバージョン）
本楽曲は漫画家の鈴木翁二に捧げられた曲である[2]。